# Malá Lhota
Malá Lhota település Csehországban, a Blanskói járásban. Malá Lhota Žernovník, Černá Hora, Újezd u Černé Hory és Lubě településekkel határos. Lakosainak száma 158 fő (2024. január 1.).

## Népesség
A település lakosságának változását az alábbi diagram mutatja:
| Lakosok száma | 236  | 238  | 254  | 244  | 172  | 133  | 135  | 149  | 164  | 158  |
|               | 1869 | 1890 | 1921 | 1950 | 1980 | 2001 | 2017 | 2019 | 2022 | 2024 |